# Abel Dhaira
Abel Dhaira (9. september 1987 – 27. marts 2016) var en ugandisk international fodboldspiller der spillede som målmand, senest for den islandske klub ÍB Vestmannaeyja.
Dhaira døde af cancer, 27. marts 2016 i en alder af 28.